# Maria av Burgund
Maria av Burgund, född 13 februari 1457, död 27 mars 1482, var regerande hertiginna av Burgund från 1477 till 1482. Hon var dotter till Karl den djärve och Isabella av Bourbon. Hon var gift med Maximilian I, tysk-romersk kejsare. Hon var känd som det dåtida Europas största arvtagerska och kallades även Maria de Rijke ('Maria den Rika'). Genom hennes äktenskap kom nuvarande Nederländerna och Belgien att tillfalla dynastin Habsburg. 

## Biografi

### Tidigt liv
Maria av Burgund tillbringade sin barndom i slotten i Gorinchem och Le Quesnoy (Hainaut) och, sedan hennes far blivit hertig, främst i slotten i Gent och Brygge. Hennes mor avled 1465, och hon uppfostrades främst av sin styvmor Margareta av York, till vilken hon hade ett mycket gott förhållande, medan hennes far oftast befann sig på resa. Hennes far hade gift om sig för att skaffa en manlig arvinge, men hans andra äktenskap förblev barnlöst. 
Som sin fars enda legitima barn var hon tronarvinge till en av Europas rikaste och mäktigaste stater, hertigdömet Burgund. Detta gjorde henne mycket eftertraktad på den politiska äktenskapsmarknaden, och hon var trolovad flera gånger. År 1473 slöts ett avtal om äktenskap mellan Maria och Maximilian av Habsburg, son till kejsar Fredrik III; den officiella trolovningen ägde rum den 6 maj 1476.

### Hertiginna
Den 5 januari 1477 avled Karl av Burgund på slagfältet vid Nancy, och den nitton år gamla Maria ärvde alla Burgunds besittningar. Hertigdömet befann sig just då i en mycket svår situation. Hennes far hade orsakat stort missnöje i alla samhällsklasser genom sin hårdföra centraliseringspolitik och sin tunga skattepolitik för att finansiera sitt krig mot Frankrike, och vid tidpunkten för hans död hade Burgunds armé krossats efter tre stora militära nederlag mot Schweiz och Lorraine. 
Faderns gamla rival kung Ludvig XI av Frankrike utnyttjade situationen och utgick ifrån att det burgundiska riket kunde dras in till den franska kronan på grund av dess avsaknad av en manlig arvinge. Juridiskt sett var detta enligt feodal lag möjligt för de områden i Burgund som lydde under franska kronan, så som det egentliga (ursprungliga) hertigdömet Burgund, Picardie och Artois, men var däremot olagligt för de områden av Burgund som lydde under kejsaren, så som Franche-Comté och Hainaut. Frankrike erövrade snabbt de förstnämnda områdena, men mötte starkt motstånd i de kejserliga delarna av Burgund och i Flandern. Dessutom gjorde de delar av Burgund som nyligen hade erövrats av hennes far, furstendömet Liège, hertigdömet Gelre och hertigdömet Luxemburg på egen hand uppror och ifrågasatte hennes myndighet. 
Maria, som befann sig i Gent med sin styvmor Margareta, begärde på inrådan av sin styvmor genast fredsförhandlingar med Frankrike, och sammankallade sedan de olika burgundiska staternas representanter, generalständerna, till ett parlament i Gent för att begära deras stöd mot fienden. Hon behövde deras ekonomiska stöd för att kunna finansiera motståndet mot Frankrike, och i utbyte mot att få lägga en skatt tvingades hon bemöta ständernas klagomål mot hennes fars regeringstid.
De nederländska besittningarna erkände henne som regent i utbyte mot att hon signerade Det stora privilegiet av den 11 februari 1477, vilket återinförde alla de enskilda nederländska provinsernas och städernas rättigheter och självständighet och avskaffade de tidigare centrala lagarna: hon lovade också att inte ändra skattelagarna eller börja och avsluta krig utan städernas samtycke, samt garanterade medborgarnas rätt till passivt motstånd mot kronan vid övergrepp mot lagen och vid korruption. Under konflikten mellan Nederländerna och Spanien skulle man många gånger hänvisa till detta fördrag. Under februari följdes utfärdandet av privilegiet av en våg av arresteringar och avrättningar av Marias fars gamla anhängare och ämbetsmän, trots hennes protester. 
Hon genomdrev också ständernas godkännande av ett giftermål med kejsarens son Maximilian av Habsburg. Hon förklarade att hon betraktade förlovningen som fortsatt gällande och uppmanade honom att komma till Nederländerna för att gifta sig med henne och i egenskap av hennes make bistå henne politiskt i den svåra situation hon och riket befann sig i. I maj 1477 godkände generalständerna trolovningen och äktenskapskontraktet och den 18 augusti anlände Maximilian till Gent med en armé. Giftermålet ägde rum omedelbart, och i september accepterade Ludvig av Frankrike fred och drog tillbaka sina trupper från Hainaut.

### Senare år och eftermäle
Maria kvarstod formellt som regent till sin död fem år senare, men i praktiken överlät hon statens affärer på sin make, som i enlighet med vad som var sed vid denna tid hade blivit hennes medregent jure uxoris efter giftermålet. Äktenskapet beskrivs som lyckligt och harmoniskt. Maria krossades till döds då hon föll ur damsadeln vid en ridtur under en jakt. 
Maria av Burgund ihågkoms främst för Det Stora Privilegiet av år 1477, som i praktiken enade Nederländerna. Hon är också hågkommen för att Nederländerna genom hennes giftermål kom att tillhöra Husets Habsburgs besittningar och under det följande seklet kom att bli ett av Europas politiska centrum.

## Barn
1. Filip I av Kastilien (1478–1506)
2. Margareta (1480–1530; överståthållare av Nederländerna)
3. Frans (död 1481)

## Antavla
|                     |  |  |  |  |  |  |  |                           |  |  |  |  |  |  |  |                                |  |  |  |  |  |  |  | 8. Hertig Johan den orädde av Burgund (även 14.) |
|                     |  |  |  |  |  |  |  |                           |  |  |  |  |  |  |  |                                |  |  |  |  |  |  |  |                                                  |
|                     |  |  |  |  |  |  |  |                           |  |  |  |  |  |  |  | 4. Hertig Filip III av Burgund |  |  |  |  |  |  |  |                                                  |
|                     |  |  |  |  |  |  |  |                           |  |  |  |  |  |  |  |                                |  |  |  |  |  |  |  |                                                  |
|                     |  |  |  |  |  |  |  |                           |  |  |  |  |  |  |  |                                |  |  |  |  |  |  |  | 9. Margareta av Bayern (även 15.)                |
|                     |  |  |  |  |  |  |  |                           |  |  |  |  |  |  |  |                                |  |  |  |  |  |  |  |                                                  |
|                     |  |  |  |  |  |  |  | 2. Hertig Karl av Burgund |  |  |  |  |  |  |  |                                |  |  |  |  |  |  |  |                                                  |
|                     |  |  |  |  |  |  |  |                           |  |  |  |  |  |  |  |                                |  |  |  |  |  |  |  |                                                  |
|                     |  |  |  |  |  |  |  |                           |  |  |  |  |  |  |  |                                |  |  |  |  |  |  |  | 10. Kung Johan I av Portugal                     |
|                     |  |  |  |  |  |  |  |                           |  |  |  |  |  |  |  |                                |  |  |  |  |  |  |  |                                                  |
|                     |  |  |  |  |  |  |  |                           |  |  |  |  |  |  |  | 5. Isabella av Portugal        |  |  |  |  |  |  |  |                                                  |
|                     |  |  |  |  |  |  |  |                           |  |  |  |  |  |  |  |                                |  |  |  |  |  |  |  |                                                  |
|                     |  |  |  |  |  |  |  |                           |  |  |  |  |  |  |  |                                |  |  |  |  |  |  |  | 11. Filippa av Lancaster                         |
|                     |  |  |  |  |  |  |  |                           |  |  |  |  |  |  |  |                                |  |  |  |  |  |  |  |                                                  |
| 1. Maria av Burgund |  |  |  |  |  |  |  |                           |  |  |  |  |  |  |  |                                |  |  |  |  |  |  |  |                                                  |
|                     |  |  |  |  |  |  |  |                           |  |  |  |  |  |  |  |                                |  |  |  |  |  |  |  | 12. Johan I av Bourbon                           |
|                     |  |  |  |  |  |  |  |                           |  |  |  |  |  |  |  |                                |  |  |  |  |  |  |  |                                                  |
|                     |  |  |  |  |  |  |  |                           |  |  |  |  |  |  |  | 6. Karl I av Bourbon           |  |  |  |  |  |  |  |                                                  |
|                     |  |  |  |  |  |  |  |                           |  |  |  |  |  |  |  |                                |  |  |  |  |  |  |  |                                                  |
|                     |  |  |  |  |  |  |  |                           |  |  |  |  |  |  |  |                                |  |  |  |  |  |  |  | 13. Marie av Berry                               |
|                     |  |  |  |  |  |  |  |                           |  |  |  |  |  |  |  |                                |  |  |  |  |  |  |  |                                                  |
|                     |  |  |  |  |  |  |  | 3. Isabella av Bourbon    |  |  |  |  |  |  |  |                                |  |  |  |  |  |  |  |                                                  |
|                     |  |  |  |  |  |  |  |                           |  |  |  |  |  |  |  |                                |  |  |  |  |  |  |  |                                                  |
|                     |  |  |  |  |  |  |  |                           |  |  |  |  |  |  |  |                                |  |  |  |  |  |  |  | 14. Samma som 8.                                 |
|                     |  |  |  |  |  |  |  |                           |  |  |  |  |  |  |  |                                |  |  |  |  |  |  |  |                                                  |
|                     |  |  |  |  |  |  |  |                           |  |  |  |  |  |  |  | 7. Agnes av Burgund            |  |  |  |  |  |  |  |                                                  |
|                     |  |  |  |  |  |  |  |                           |  |  |  |  |  |  |  |                                |  |  |  |  |  |  |  |                                                  |
|                     |  |  |  |  |  |  |  |                           |  |  |  |  |  |  |  |                                |  |  |  |  |  |  |  | 15. Samma som 9.                                 |
|                     |  |  |  |  |  |  |  |                           |  |  |  |  |  |  |  |                                |  |  |  |  |  |  |  |                                                  |